# Beitbridge (distrito)

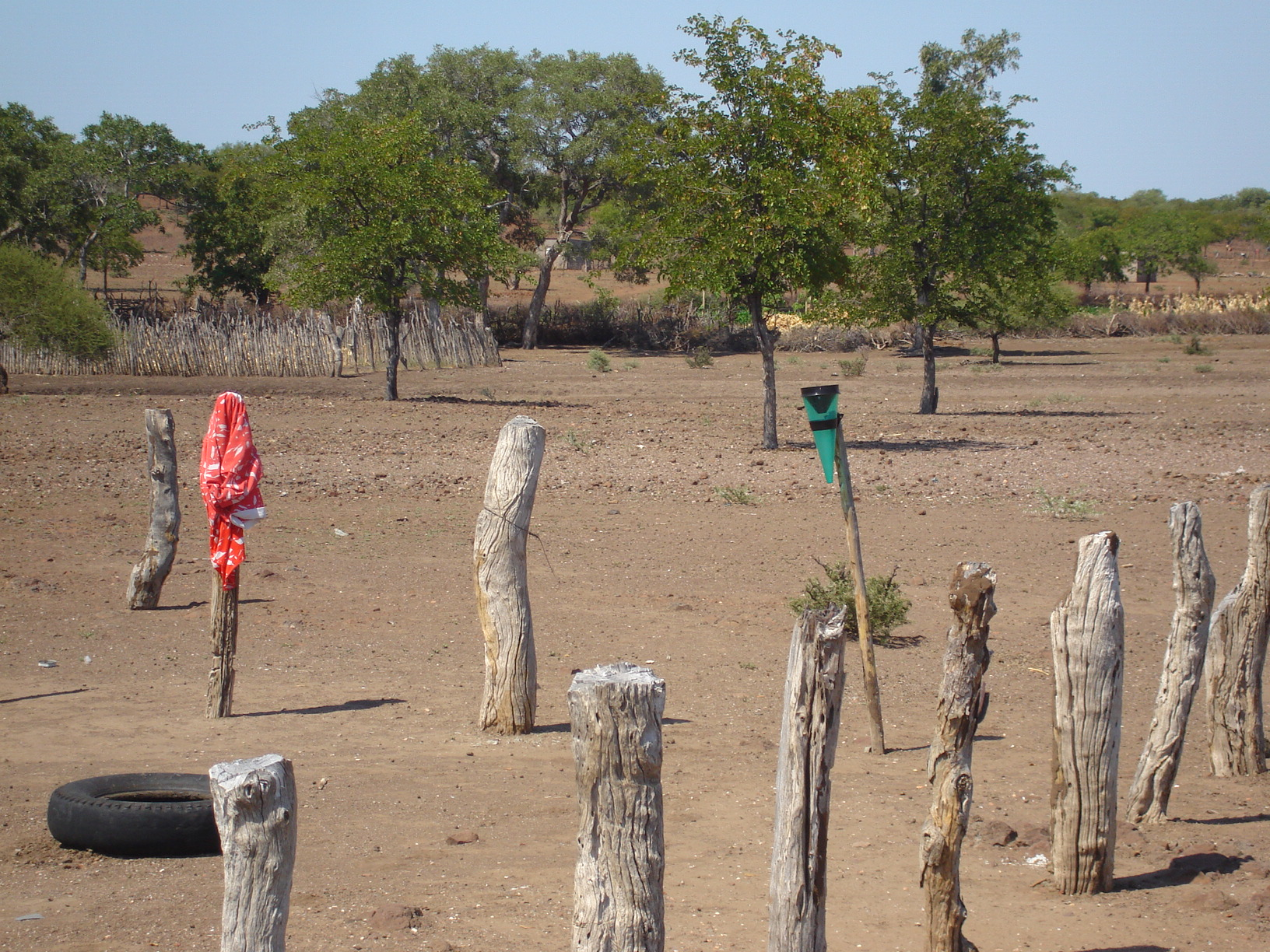
Masera area, Beitbridge.

Beitbridge é um distrito na Matabeleland Sul, é a província mais pobre do Zimbabwe, 527 quilômetros ao sul de Harare, 18 quilômetros ao norte de Messina e 548 quilômetros ao norte de Joanesburgo. O distrito de Beitbridge está localizado na área Lowveld. A cidade situa-se a 6 km de ESE da confluência do rio Bubye e do Limpopo na fronteira com África do Sul. Foi estabelecido em 1929. A cidade tem uma população de aproximadamente 20 mil habitantes e serve um distrito de 80 mil pessoas. Estima-se que 60% da população de Beitbridge seja feminina, refletindo a extensa migração masculina para África do Sul.
A Beitbridge tem cerca de 2.570 casas em assentamentos formais (principalmente para funcionários do governo e pessoal do setor privado de nível médio) e 3.000 em assentamentos informais. As moradias de assentamento formal são principalmente casas de tijolos de dois a três quartos, enquanto as que estão nos assentamentos informais estão entre as piores casas de lama em Zimbabwe. A ocupação média da casa nos assentamentos de baixa renda e informal varia consideravelmente, já que muitas pessoas não trazem suas famílias para Beitbridge, mas inclui pelo menos quatro pessoas. As instalações recreativas são limitadas em áreas de baixa renda, consistindo principalmente em bares e campos de futebol.